# Mas'ade
Mas'ade (tiếng Ả Rập: مسعدة, tiếng Hebrew: מַסְעַדֶה) là một ngôi làng Druze ở phía bắc Cao nguyên Golan. Nó có diện tích 11.985 dunam (11,985 km2; 4,627 dặm vuông Anh), và năm 2017 có dân số 3.592. Nó đã được đưa ra tình trạng của một hội đồng địa phương vào năm 1982. Cư dân của nó chủ yếu là công dân Syria và có thường trú tại Israel. Kể từ khi áp dụng Luật Golan Heights năm 1981, Mas'ade theo luật dân sự của Israel và được đưa vào hệ thống các hội đồng địa phương của Israel.
Mas'ade là một trong bốn cộng đồng Druze-Syria còn lại ở phía Israel thuộc Cao nguyên Golan và trên Núi Hermon, cùng với Majdal Shams, Ein Qiniyye và Buq'ata. Về mặt địa lý, một sự khác biệt được tạo ra giữa Cao nguyên Golan và Núi Hermon, ranh giới được đánh dấu bởi Suối Sa'ar; tuy nhiên, về mặt hành chính thường là chúng được gộp lại với nhau. Mas'ade và Buq'ata ở phía Golan của ranh giới, đặc trưng bởi đá núi lửa đen (đá bazan), trong khi Majdal Shams và Ein Qiniyye ở phía Hermon, do đó ngồi trên đá vôi.
Gần Mas'ade là Hồ Ram và Rừng Odem.
Mas'ade nằm ở giao lộ của Tuyến 99, dẫn về phía tây đến Kiryat Shmona và Tuyến 98, dẫn về phía bắc đến Núi Hermon và phía nam đến Kinneret (Biển hồ Galilee/Hồ Tiberias).